# Trialeurodes hutchingsi
Trialeurodes hutchingsi là một loài côn trùng cánh nửa trong họ Aleyrodidae, phân họ Aleyrodinae.
Trialeurodes hutchingsi được Bemis miêu tả khoa học đầu tiên năm 1904.